# Championnats d'Europe de patinage artistique 2005
Navigation
Édition précédente Édition suivante
Les championnats d'Europe de patinage artistique 2005 ont lieu du 25 au 30 janvier 2005  à la Palavela de Turin en Italie.
Après deux saisons d'essais lors des épreuves du Grand Prix ISU, le nouveau système de jugement est mis en place pour la première fois dans les quatre grands championnats ISU de cette saison 2004/2005 (championnats d'Europe, championnats des quatre continents, championnats du monde juniors et championnats du monde). Il remplace le système de notation 6.0, à la suite du scandale des jeux olympiques d'hiver de 2002.
Ces championnats européens de Turin sont l'événement test pour les compétitions de patinage artistique des Jeux olympiques d'hiver de 2006 qui auront lieu dans cette arène.

## Qualifications
Les patineurs sont éligibles à l'épreuve s'ils représentent une nation européenne membre de l'Union internationale de patinage (International Skating Union en anglais) et s'ils ont atteint l'âge de 15 ans avant le 1er juillet 2004 dans leur pays de naissance. La compétition correspondante pour les patineurs non européens est le championnat des Quatre Continents 2005. Les fédérations nationales sélectionnent leurs patineurs en fonction de leurs propres critères, mais l'Union internationale de patinage exige un score minimum d'éléments techniques (Technical Elements Score en anglais) lors d'une compétition internationale avant les championnats d'Europe.
Sur la base des résultats des championnats d'Europe 2004, l'Union internationale de patinage autorise chaque pays à avoir de une à trois inscriptions par discipline.
| Entrées                                                           | Messieurs                | Dames                                           | Couples                                   | Danse sur glace                           |
| ----------------------------------------------------------------- | ------------------------ | ----------------------------------------------- | ----------------------------------------- | ----------------------------------------- |
| 3                                                                 | Allemagne France Russie  | Finlande Hongrie                                | Russie                                    | Russie                                    |
| 2                                                                 | Suisse Roumanie Tchéquie | Autriche Italie Russie Slovaquie Suisse Ukraine | Allemagne France Pologne Tchéquie Ukraine | Bulgarie France Israël Italie Royaume-Uni |
| Si non répertorié ci-dessus, une seule inscription est autorisée. |                          |                                                 |                                           |                                           |

En danse sur glace, la danse imposée est la valse d'or.

## Podiums
| Épreuves                            | Or                                  | Argent                            | Bronze                                  |
| ----------------------------------- | ----------------------------------- | --------------------------------- | --------------------------------------- |
| Messieurs résultats détaillés       | Evgeni Plushenko                    | Brian Joubert                     | Stefan Lindemann                        |
| Dames résultats détaillés           | Irina Sloutskaïa                    | Susanna Pöykiö                    | Elena Liashenko                         |
| Couples résultats détaillés         | Tatiana Totmianina / Maksim Marinin | Julia Obertas / Sergei Slavnov    | Maria Petrova / Aleksey Tikhonov        |
| Danse sur glace résultats détaillés | Tatiana Navka / Roman Kostomarov    | Olena Hrushyna / Ruslan Honcharov | Isabelle Delobel / Olivier Schoenfelder |

## Tableau des médailles
| Rang  | Nation    | Or | Argent | Bronze | Total |
| ----- | --------- | -- | ------ | ------ | ----- |
| 1     | Russie    | 4  | 1      | 1      | 6     |
| 2     | France    | 0  | 1      | 1      | 2     |
| 2     | Ukraine   | 0  | 1      | 1      | 2     |
| 4     | Finlande  | 0  | 1      | 0      | 1     |
| 5     | Allemagne | 0  | 0      | 1      | 1     |
| Total | Total     | 4  | 4      | 4      | 12    |

## Détails des compétitions

### Messieurs
| Rang                                        | Nom                  | Pays                 | Points | Programme court | Programme court | Programme libre | Programme libre |
| ------------------------------------------- | -------------------- | -------------------- | ------ | --------------- | --------------- | --------------- | --------------- |
| 1                                           | Evgeni Plushenko     | Russie               | 227.14 | 2               | 75.33           | 1               | 151.81          |
| 2                                           | Brian Joubert        | France               | 224.43 | 1               | 76.98           | 2               | 147.45          |
| 3                                           | Stefan Lindemann     | Allemagne            | 200.54 | 5               | 67.75           | 3               | 132.79          |
| 4                                           | Stéphane Lambiel     | Suisse               | 196.47 | 3               | 69.97           | 7               | 126.50          |
| 5                                           | Andrei Griazev       | Russie               | 196.31 | 4               | 68.20           | 5               | 128.11          |
| 6                                           | Kevin Van Der Perren | Belgique             | 195.47 | 6               | 67.46           | 6               | 128.01          |
| 7                                           | Frédéric Dambier     | France               | 183.60 | 12              | 54.81           | 4               | 128.79          |
| 8                                           | Gheorghe Chiper      | Roumanie             | 180.86 | 7               | 61.20           | 8               | 119.66          |
| 9                                           | Samuel Contesti      | France               | 171.59 | 8               | 60.06           | 9               | 111.53          |
| 10                                          | Kristoffer Berntsson | Suède                | 166.70 | 10              | 58.40           | 12              | 108.30          |
| 11                                          | Jamal Othman         | Suisse               | 163.48 | 13              | 54.80           | 11              | 108.68          |
| 12                                          | Sergei Davydov       | Biélorussie          | 163.23 | 9               | 59.45           | 14              | 103.78          |
| 13                                          | Roman Serov          | Israël               | 162.76 | 15              | 52.37           | 10              | 110.39          |
| 14                                          | Andrei Lezin         | Russie               | 157.39 | 18              | 50.68           | 13              | 106.71          |
| 15                                          | Vakhtang Murvanidze  | Géorgie              | 155.60 | 14              | 53.11           | 15              | 102.49          |
| 16                                          | Silvio Smalun        | Allemagne            | 153.30 | 11              | 56.56           | 18              | 96.74           |
| 17                                          | Trifun Živanović     | Serbie-et-Monténégro | 148.54 | 16              | 51.29           | 16              | 97.25           |
| 18                                          | Viktor Pfeifer       | Autriche             | 148.06 | 17              | 50.85           | 17              | 97.21           |
| 19                                          | John Hamer           | Royaume-Uni          | 144.10 | 20              | 49.56           | 19              | 94.54           |
| 20                                          | Martin Liebers       | Allemagne            | 141.43 | 22              | 48.21           | 20              | 93.22           |
| 21                                          | Lukáš Rakowski       | Tchéquie             | 140.58 | 19              | 50.32           | 22              | 90.26           |
| 22                                          | Vitali Danilchenko   | Ukraine              | 138.53 | 23              | 47.93           | 21              | 90.60           |
| 23                                          | Juraj Sviatko        | Slovaquie            | 134.79 | 24              | 47.14           | 23              | 87.65           |
| 24                                          | Ari-Pekka Nurmenkari | Finlande             | 127.92 | 21              | 49.36           | 24              | 78.56           |
| 25                                          | Paolo Bacchini       | Italie               | 116.97 | 32              | 39.32           | 25              | 77.65           |
| Patineurs éliminés après le programme court |                      |                      |        |                 |                 |                 |                 |
| 26                                          | Andrei Dobrokhodov   | Azerbaïdjan          |        | 25              | 46.33           | NC              | NC              |
| 27                                          | Gregor Urbas         | Slovénie             |        | 26              | 45.00           | NC              | NC              |
| 28                                          | Maciej Kuś           | Pologne              |        | 27              | 44.92           | NC              | NC              |
| 29                                          | Michal Matloch       | Tchéquie             |        | 28              | 43.85           | NC              | NC              |
| 30                                          | Zoltán Tóth          | Hongrie              |        | 29              | 43.64           | NC              | NC              |
| 31                                          | Aidas Reklys         | Lituanie             |        | 30              | 42.22           | NC              | NC              |
| 32                                          | Juan Legaz           | Espagne              |        | 31              | 40.54           | NC              | NC              |
| 33                                          | Alper Uçar           | Turquie              |        | 33              | 32.49           | NC              | NC              |

### Dames
| Rang                                          | Nom                     | Pays               | Points | Programme court | Programme court | Programme libre | Programme libre |
| --------------------------------------------- | ----------------------- | ------------------ | ------ | --------------- | --------------- | --------------- | --------------- |
| 1                                             | Irina Sloutskaïa        | Russie             | 168.71 | 1               | 65.02           | 1               | 103.69          |
| 2                                             | Susanna Pöykiö          | Finlande           | 158.93 | 3               | 56.63           | 3               | 102.30          |
| 3                                             | Elena Liashenko         | Ukraine            | 158.02 | 4               | 55.16           | 2               | 102.86          |
| 4                                             | Júlia Sebestyén         | Hongrie            | 157.13 | 2               | 61.28           | 6               | 95.85           |
| 5                                             | Ielena Sokolova         | Russie             | 150.88 | 5               | 52.46           | 4               | 98.42           |
| 6                                             | Galina Maniachenko      | Ukraine            | 145.86 | 6               | 49.62           | 5               | 96.24           |
| 7                                             | Carolina Kostner        | Italie             | 142.71 | 7               | 49.29           | 7               | 93.42           |
| 8                                             | Daria Timoshenko        | Azerbaïdjan        | 132.19 | 8               | 48.27           | 11              | 83.92           |
| 9                                             | Idora Hegel             | Croatie            | 132.01 | 13              | 43.87           | 8               | 88.14           |
| 10                                            | Sarah Meier             | Suisse             | 129.63 | 14              | 42.71           | 9               | 86.92           |
| 11                                            | Elina Kettunen          | Finlande           | 128.58 | 11              | 44.40           | 10              | 84.18           |
| 12                                            | Annette Dytrt           | Allemagne          | 127.13 | 9               | 46.41           | 13              | 80.72           |
| 13                                            | Kiira Korpi             | Finlande           | 125.46 | 12              | 44.34           | 12              | 81.12           |
| 14                                            | Fleur Maxwell           | Luxembourg         | 123.24 | 10              | 45.94           | 16              | 77.30           |
| 15                                            | Roxana Luca             | Roumanie           | 121.22 | 16              | 42.57           | 15              | 78.65           |
| 16                                            | Jenna McCorkell         | Royaume-Uni        | 120.91 | 17              | 41.80           | 14              | 79.11           |
| 17                                            | Lina Johansson          | Suède              | 110.04 | 18              | 41.42           | 18              | 68.62           |
| 18                                            | Diána Póth              | Hongrie            | 108.89 | 15              | 42.62           | 19              | 66.27           |
| 19                                            | Tuğba Karademir         | Turquie            | 106.98 | 21              | 37.75           | 17              | 69.23           |
| 20                                            | Karen Venhuizen         | Pays-Bas           | 105.45 | 19              | 40.43           | 21              | 65.02           |
| 21                                            | Candice Didier          | France             | 102.87 | 20              | 39.14           | 22              | 63.73           |
| 22                                            | Sonia Radeva            | Bulgarie           | 101.84 | 24              | 36.13           | 20              | 65.71           |
| 23                                            | Andrea Kreuzer          | Autriche           | 92.82  | 23              | 36.45           | 23              | 56.37           |
| 24                                            | Bianka Padar            | Hongrie            | 92.18  | 22              | 37.64           | 24              | 54.54           |
| Patineuses éliminées après le programme court |                         |                    |        |                 |                 |                 |                 |
| 25                                            | Petra Lukáčíková        | Tchéquie           |        | 25              | 35.62           | NC              | NC              |
| 26                                            | Jelena Glebova          | Estonie            |        | 26              | 34.30           | NC              | NC              |
| 27                                            | Jacqueline Belenyesiová | Slovaquie          |        | 27              | 33.87           | NC              | NC              |
| 28                                            | Laura Fernandez         | Espagne            |        | 28              | 33.71           | NC              | NC              |
| 29                                            | Gintarė Vostrecovaitė   | Lituanie           |        | 29              | 32.92           | NC              | NC              |
| 30                                            | Teodora Poštič          | Slovénie           |        | 30              | 32.83           | NC              | NC              |
| 31                                            | Valentina Marchei       | Italie             |        | 31              | 31.91           | NC              | NC              |
| 32                                            | Evgenia Melnik          | Biélorussie        |        | 32              | 31.84           | NC              | NC              |
| 33                                            | Cindy Carquillat        | Suisse             |        | 33              | 31.23           | NC              | NC              |
| 34                                            | Melissandre Fuentes     | Andorre            |        | 34              | 30.90           | NC              | NC              |
| 35                                            | Karin Brandstätter      | Autriche           |        | 35              | 29.58           | NC              | NC              |
| 36                                            | Isabelle Pieman         | Belgique           |        | 36              | 26.61           | NC              | NC              |
| 37                                            | Nina Bates              | Bosnie-Herzégovine |        | 37              | 19.31           | NC              | NC              |

### Couples
| Rang | Nom                                    | Pays      | Points | Programme court | Programme court | Programme libre | Programme libre |
| ---- | -------------------------------------- | --------- | ------ | --------------- | --------------- | --------------- | --------------- |
| 1    | Tatiana Totmianina / Maksim Marinin    | Russie    | 196.28 | 1               | 69.70           | 1               | 126.58          |
| 2    | Julia Obertas / Sergei Slavnov         | Russie    | 177.10 | 2               | 63.59           | 2               | 113.51          |
| 3    | Maria Petrova / Aleksey Tikhonov       | Russie    | 175.89 | 3               | 63.15           | 3               | 112.74          |
| 4    | Aljona Savchenko / Robin Szolkowy      | Allemagne | 158.73 | 4               | 59.45           | 4               | 99.28           |
| 5    | Tatiana Volosozhar / Stanislav Morozov | Ukraine   | 151.79 | 5               | 56.26           | 5               | 95.53           |
| 6    | Rebecca Handke / Daniel Wende          | Allemagne | 135.19 | 6               | 49.24           | 6               | 85.95           |
| 7    | Marylin Pla / Yannick Bonheur          | France    | 120.20 | 8               | 44.43           | 9               | 75.77           |
| 8    | Oľga Beständigová / Jozef Beständig    | Slovaquie | 120.09 | 9               | 41.64           | 7               | 78.45           |
| 9    | Julia Beloglazova / Andrei Bekh        | Ukraine   | 119.50 | 11              | 41.41           | 8               | 78.09           |
| 10   | Julia Shapiro / Vadim Akolzin          | Israël    | 119.20 | 7               | 44.62           | 10              | 74.58           |
| 11   | Diana Rennik / Aleksei Saks            | Estonie   | 110.95 | 10              | 41.60           | 12              | 69.35           |
| 12   | Rumiana Spassova / Stanimir Todorov    | Bulgarie  | 109.72 | 13              | 35.82           | 11              | 73.90           |
| 13   | Olga Boguslavska / Andrei Brovenko     | Lettonie  | 102.08 | 12              | 36.82           | 13              | 65.26           |

### Danse sur glace
| Rang    | Nom                                     | Nation      | Points | Danse imposée | Danse imposée | Danse originale | Danse originale | Danse libre | Danse libre |
| ------- | --------------------------------------- | ----------- | ------ | ------------- | ------------- | --------------- | --------------- | ----------- | ----------- |
| 1       | Tatiana Navka / Roman Kostomarov        | Russie      | 214.97 | 1             | 44.19         | 1               | 63.62           | 1           | 107.16      |
| 2       | Olena Hrushyna / Ruslan Honcharov       | Ukraine     | 205.30 | 2             | 40.39         | 2               | 62.01           | 3           | 102.90      |
| 3       | Isabelle Delobel / Olivier Schoenfelder | France      | 202.10 | 4             | 38.49         | 4               | 59.23           | 2           | 104.38      |
| 4       | Galit Chait / Sergei Sakhnovski         | Israël      | 200.98 | 5             | 38.32         | 3               | 60.67           | 4           | 101.99      |
| 5       | Federica Faiella / Massimo Scali        | Italie      | 181.89 | 6             | 36.10         | 6               | 53.96           | 5           | 91.83       |
| 6       | Oksana Domnina / Maksim Chabaline       | Russie      | 178.91 | 7             | 35.15         | 7               | 53.46           | 6           | 90.30       |
| 7       | Svetlana Kulikova / Vitali Novikov      | Russie      | 169.10 | 10            | 32.53         | 8               | 49.29           | 7           | 87.28       |
| 8       | Sinead Kerr / John Kerr                 | Royaume-Uni | 167.04 | 8             | 32.97         | 9               | 48.82           | 8           | 85.25       |
| 9       | Kristin Fraser / Igor Lukanin           | Azerbaïdjan | 165.96 | 9             | 32.75         | 10              | 48.18           | 9           | 85.03       |
| 10      | Nóra Hoffmann / Attila Elek             | Hongrie     | 160.13 | 11            | 30.72         | 11              | 46.21           | 10          | 83.20       |
| 11      | Anastasia Grebenkina / Vazgen Azroyan   | Arménie     | 154.31 | 13            | 29.31         | 12              | 44.15           | 11          | 80.85       |
| 12      | Nathalie Péchalat / Fabian Bourzat      | France      | 148.32 | 14            | 29.24         | 13              | 43.14           | 13          | 75.94       |
| 13      | Natalia Gudina / Alexei Beletski        | Israël      | 147.11 | 12            | 29.88         | 17              | 40.62           | 12          | 76.61       |
| 14      | Pamela O'Connor / Jonathon O'Dougherty  | Royaume-Uni | 144.46 | 16            | 27.33         | 14              | 42.81           | 14          | 74.32       |
| 15      | Christina Beier / William Beier         | Allemagne   | 138.60 | 17            | 26.64         | 16              | 41.70           | 16          | 70.26       |
| 16      | Julia Golovina / Oleg Voiko             | Ukraine     | 136.46 | 18            | 26.13         | 18              | 40.05           | 15          | 70.28       |
| 17      | Alexandra Kauc / Michał Zych            | Pologne     | 135.16 | 15            | 27.39         | 15              | 42.21           | 18          | 65.56       |
| 18      | Alessia Aureli / Andrea Vaturi          | Italie      | 131.08 | 19            | 25.83         | 19              | 38.02           | 17          | 67.23       |
| 19      | Diana Janostakova / Jiří Procházka      | Tchéquie    | 119.52 | 21            | 19.97         | 20              | 35.65           | 19          | 63.90       |
| 20      | Daniela Keller / Fabian Keller          | Suisse      | 108.39 | 20            | 21.08         | 21              | 35.53           | 20          | 51.78       |
| 21      | Anna Galcheniuk / Oleg Krupen           | Biélorussie | 79.03  | 22            | 12.36         | 22              | 25.49           | 21          | 41.18       |
| Abandon | Albena Denkova / Maxim Staviski         | Bulgarie    |        | 3             | 40.08         | 5               | 57.92           |             |             |